# گاوچالی
گاوچالی، روستایی از توابع دهستان بشیوه و پاطاق بخش مرکزی شهرستان سرپل ذهاب در استان کرمانشاه ایران است و ساکنان این روستا پیرو دین اسلام و مذهب شیعه میباشند و به زبان کردی و گویش کلهری سخن میگویند.

## جمعیت
براساس سرشماری مرکز آمار ایران در سال ۱۳۸۵، جمعیت آن ۳۰۴ نفر (۷۱خانوار) بوده‌است.